# モンティチェロ駅
モンティチェロ駅（英語：Monticello Station）はバージニア州ノーフォークにある駅。ノーフォークの下町のモンティチェロアベニューという道路の辺りにある。